# Miazzina
Miazzina é uma comuna italiana da região do Piemonte, província do Verbano Cusio Ossola, com cerca de 390 habitantes. Estende-se por uma área de 21 km², tendo uma densidade populacional de 19 hab/km². Faz fronteira com Aurano, Cambiasca, Caprezzo, Cossogno, Cursolo-Orasso, Falmenta, Gurro, Intragna, Verbania.

## Demografia
| Variação demográfica do município entre 1861 e 2011                               |
|                                                                                   |
| Fonte: Istituto Nazionale di Statistica (ISTAT) - Elaboração gráfica da Wikipedia |